# باول هيندري
باول هيندري (بالإنجليزية: Paul Hendrie)‏ هو لاعب كرة قدم بريطاني، ولد في 27 مارس 1954 في غلاسكو في المملكة المتحدة. لعب مع برمنغهام سيتي وستوكبورت كونتي ونادي بريستول روفيرز ونادي بيرتن ألبيون ونادي هاليفاكس تاون.